# Mihai Covaliu

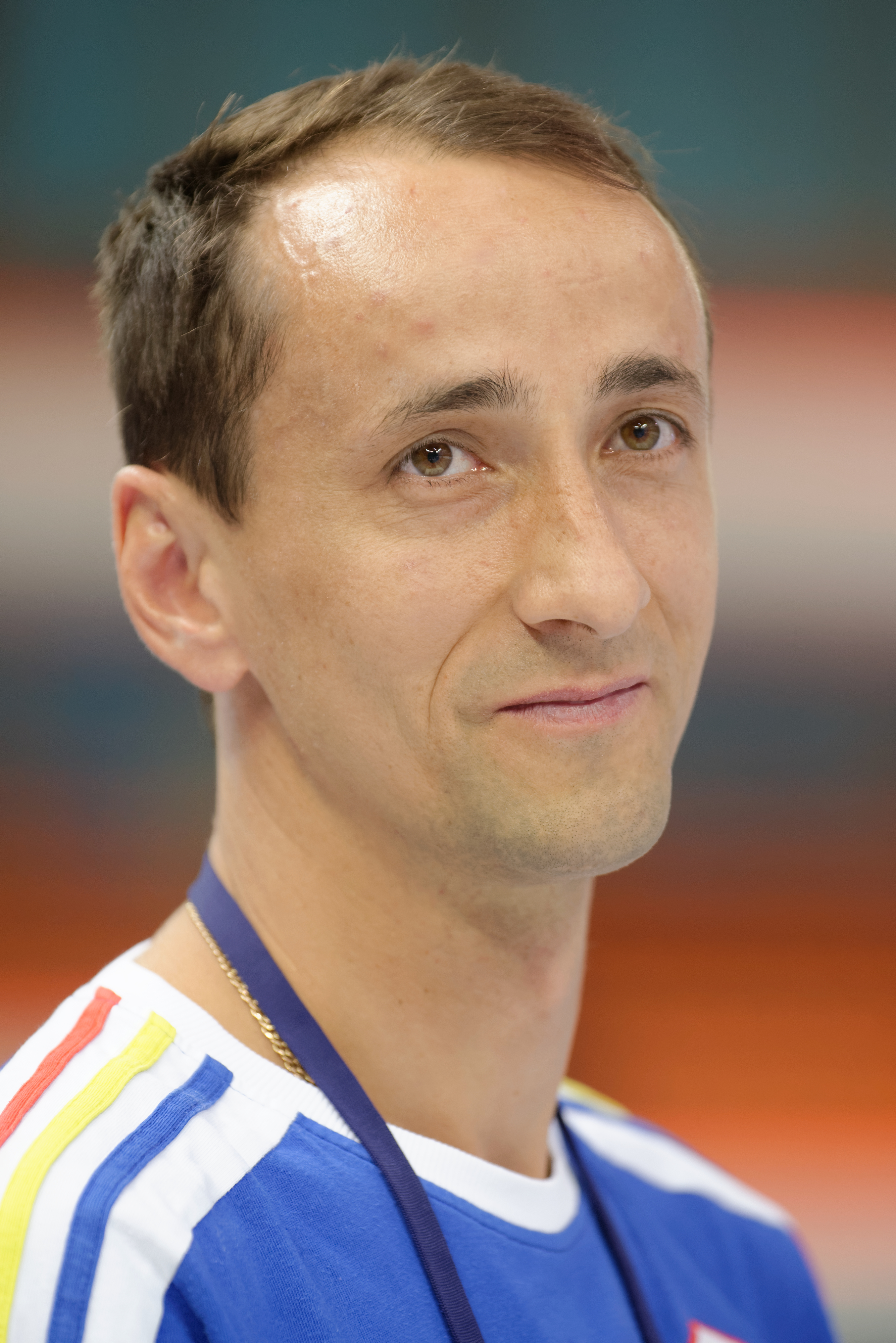
Mihai Covaliu (2015)

Mihai Claudiu Covaliu (* 5. November 1977 in Brașov, Kreis Brașov) ist ein ehemaliger rumänischer Fechter, Olympiasieger und Weltmeister, und derzeitiger Trainer.
Covalius bevorzugte Waffe war der Säbel. Bei den Olympischen Spielen 1996 in Atlanta belegte er den 25. Rang im Einzelwettkampf und den siebten Rang mit dem rumänischen Säbelteam. Bei den Olympischen Spielen 2000 in Sydney erfocht er die Goldmedaille im Einzel und wurde Vierter mit dem Team. Vier Jahre später wurde Covaliu bei den Olympischen Spielen 2004 Siebter, bei den Olympischen Spielen 2008 gewann er die Bronzemedaille.
2001 errang er Bronze sowohl bei der Europameisterschaft in Koblenz im Einzel als auch bei den Weltmeisterschaften in Nîmes mit der Mannschaft.
Bei der Europameisterschaft 2002 in Moskau gewann Covaliu erneut Bronze im Einzel.
Bei der Weltmeisterschaft 2002 in Lissabon wurde er Dritter, 2003 belegte er den zweiten Platz. Fünf Jahre nach seinem Olympiasieg gewann Covaliu bei den Weltmeisterschaften 2005 in Leipzig seinen zweiten großen Titel.
Bei der Europameisterschaft 2007 in Gent und
bei der Europameisterschaft 2008 in Kiew erfocht er Bronze im Einzel.
Im Herbst 2008 beendete er seine aktive Laufbahn und ist seither Trainer der rumänischen Säbelnationalmannschaft. Covaliu ist seit Juli 2001 mit der ehemaligen Säbelfechterin Irina Drăghici verheiratet und Vater eines Sohnes (* 2005) und einer Tochter (* 2008). 2016 wurde er zum Präsidenten des Rumänischen Olympischen Komitees gewählt.

## Auszeichnungen
Im August 2008 erhielt Mihai Covaliu von Staatspräsident Traian Băsescu den Verdienstorden „Meritul sportiv“ III. Klasse mit zwei Streifen.